# Octobre 1850

## Événements
- L’expédition conduite par l’amiral Robert McClure à bord de l’Investigator met en liaison la mer de Béring et la baie d'Hudson, forçant le passage du Nord-Ouest (1850-1854).
- Octobre - novembre : affaire de Hesse-Cassel.
  - Le grand-duc de Hesse-Cassel, contesté par ses sujets, demande l’aide de la confédération germanique qui charge l’armée bavaroise de le rétablir. La Prusse dénie à la confédération le droit d’intervenir dans les affaires d’un membre de l’Union restreinte.

- 10 octobre, France : Louis-Napoléon Bonaparte est accueilli aux cris de « Vive l’empereur » à Satory.

- 12 octobre : François-Joseph Ier d'Autriche rencontre à Bregenz les rois de Bavière et de Wurtemberg et arrête un plan de campagne au cas où la Prusse s’opposerait à l’intervention bavaroise.

- 25 octobre :
  - Les Prussiens occupent la Hesse-Cassel.
  - Entrevue de François-Joseph et de Nicolas Ier de Russie à Varsovie. Les Russes soutiennent l’Autriche.

## Naissances
- 7 octobre : Rudolf Hoernes (mort en 1912), géologue et paléontologue autrichien.
- 8 octobre: Henry Le Chatelier (mort en 1936), chimiste français.
- 17 octobre :
  - Fernand Foureau, géographe et explorateur français († 1914)
  - Anastasia Golovina, médecin bulgare († 5 mars 1933).
- 18 octobre : Louis-Maurice Boutet de Monvel, peintre, aquarelliste et illustrateur français († 16 mars 1913).
- 21 octobre : Hermann Müller (mort en 1918), biologiste suisse.

## Décès
- 11 octobre : Louise d'Orléans, première reine des Belges (° 3 avril 1812).